# St. Josef (Kampe)

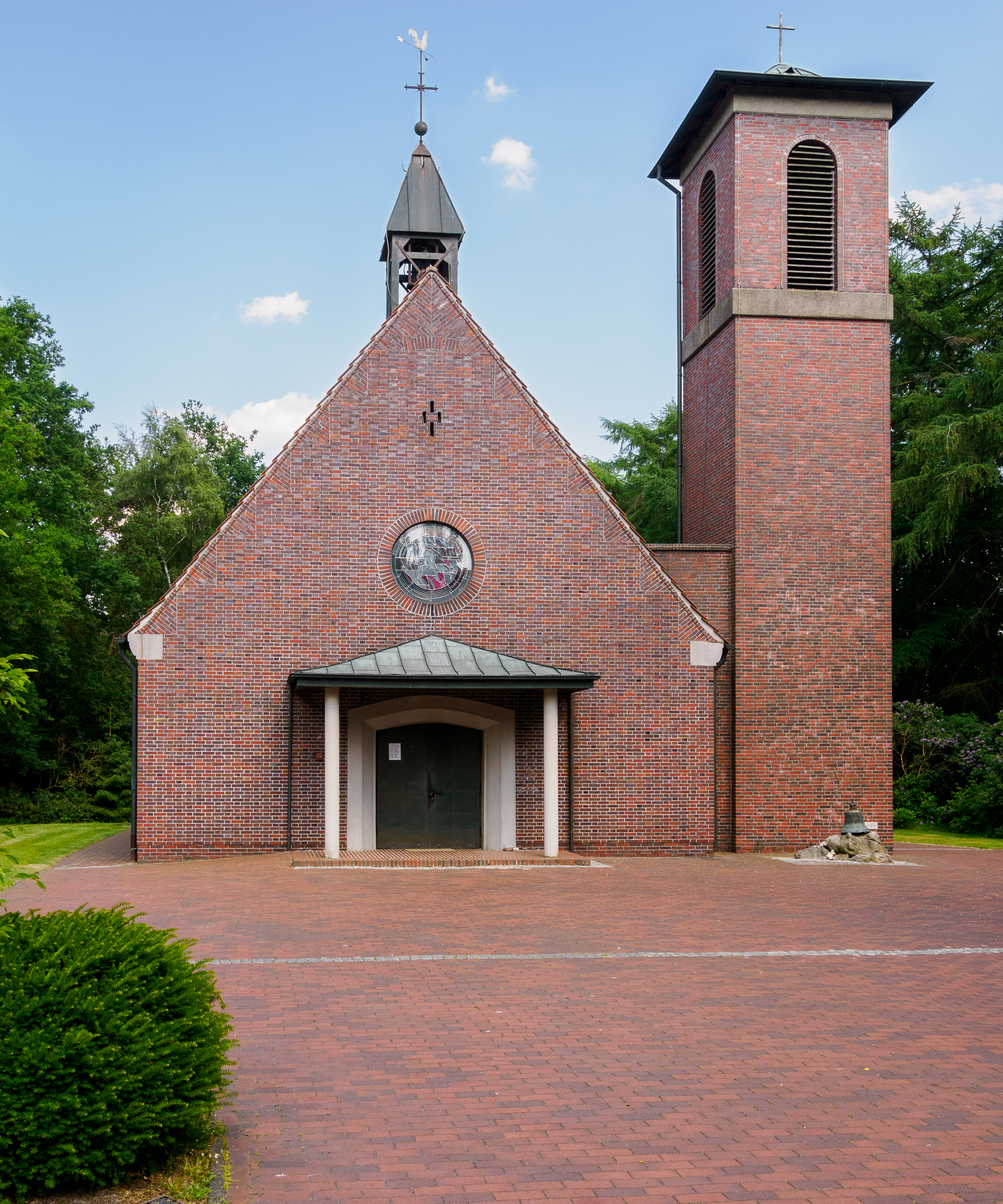
Kath. Kirche S. Josef in Kampe

St. Josef in der Bauerschaft Kampe im niedersächsischen Landkreis Cloppenburg ist eine römisch-katholische Filialkirche der Pfarrei St. Marien (Friesoythe). Sie steht unter dem Patrozinium des heiligen Josef und gehört zum Dekanat Friesoythe im Bistum Münster. Das Gotteshaus ist ein Backsteinbau mit Turm und bietet 180 Gläubigen Platz.

## Geschichte
Das direkt am Küstenkanal gelegene Kampe wurde 1924 der Pfarrei St. Marien (Harkebrügge) zugeordnet. Weil der Weg zur nächstgelegenen Kirche viel zu weit war, wünschten sich die katholischen Einwohner ein eigenes Gotteshaus. Nach den Plänen des Architekten Hermann Norrenbrock (Friesoythe) wurde 1953/54 die kleine Kirche in Kampe gebaut und dem heiligen Josef, dem Ehemann von Maria und Ziehvater von Jesus, geweiht. Das Gebäude hat einen trapezförmigen Innenraum. Der vorne seitlich angebaute Glockenturm aus Backsteinen stammt aus dem Jahr 1977.
Der Seelsorgebezirk Kampe wurde 1955 zum Pfarrrektorat und 1965 zur selbstständigen Kapellengemeinde erhoben. Seit der Emeritierung des letzten ortsansässigen Geistlichen im Jahr 1986 wird die Gemeinde von St. Vitus (Altenoythe) aus mitbetreut.
Durch Fusion entstand aus der Kapellengemeinde Kampe und den Pfarreien Friesoythe, Altenoythe, Markhausen, Neuscharrel und Thüle am 2. Februar 2008 die neue Kirchengemeinde St. Marien mit Sitz in Friesoythe. Am 1. Januar 2024 schlossen sich die katholischen Gemeinden in Barßel, Bösel, Friesoythe, Garrel, Saterland und Westerstede zusammen zum Katholischen Kirchenverband „Pastoraler Raum Friesoythe“ mit Sitz in Friesoythe.

## Glocken
St. Josef besitzt die folgenden vier Bronzeglocken, die in Gescher gegossen wurden.
- Glocke 1: Schlagton: a1; Ø 92 cm; Gießerei: Petit & Edelbrock; Gussjahr: 1977
- Glocke 2: Schlagton: c2; Ø 76 cm; Gießerei: Petit & Edelbrock; Gussjahr: 1977
- Glocke 2: Schlagton: d2; Ø 67 cm; Gießerei: Petit & Edelbrock; Gussjahr: 1977
- Glocke 2: Schlagton: e2; Ø 60 cm; Gießerei: Petit & Edelbrock; Gussjahr: 1977[4]

## Orgel
Die gebrauchte, vom Orgelbauer Rohlfing 1910 geschaffene sehr einfache Orgel (I+P/5) wurde 1953 von Otto Richter (Goldenstedt) in der Kirche in Kampe aufgestellt. Die Firma Lothar Simon (Borgentreich) baute 1985 eine größere Orgel (II+P/13) für St. Josef. Willehard Schomberg (Friesoythe) reinigte 2015 das Instrument und beseitigte den Schimmel.
Die Schleifladen-Orgel von 1985 hat 13 Register und besitzt zwei Manuale (C - g3) und ein Pedal (C - f1). Die Spieltraktur und die Registertraktur sind mechanisch.